# The Woman in Black (2012)
The Woman in Black is een Brits-Amerikaanse horrorfilm uit 2012, geregisseerd door James Watkins. Het is de tweede verfilming van de roman De vrouw in het zwart van Susan Hill. De hoofdrollen worden vertolkt door Daniel Radcliffe, Ciarán Hinds, Janet McTeer, Sophie Stuckey en Liz White.
De film kreeg overwegend positieve reacties.

## Verhaal
Bij aanvang van de film plegen drie jonge meisjes in het Engelse dorpje Colchester zelfmoord door uit een raam te springen.
Enkele jaren later krijgt de jonge advocaat Arthur Kipps (Daniel Radcliffe) opdracht om naar Colchester te gaan om de verkoop van het Eel Marsh House, een landhuis gelegen op een eilandje dat bij eb per auto te bereiken is, te regelen. De vorige eigenares, Alice Drablow, is gestorven. De kijker weet inmiddels, dat ook Arthurs vrouw is overleden en dat hij een zoontje heeft van 4 jaar, die het maar niets vindt dat zijn vader een hele week weg moet. Hij overhandigt Arthur een zelfgemaakt boekje waarin hij de dagen heeft gezet. Op de laatste dag, een vrijdag, heeft hij de trein getekend waarmee hij en het kindermeisje mee naar zijn vader gaan. Wanneer Arthur het kind vraagt waarom het hem zo droevig heeft afgebeeld, antwoord deze dat dat is hoe hij zijn vader ziet: eigenlijk altijd bedroefd. Dat is een confrontatie voor Arthur.
Wanneer Arthur arriveert in Colchester, merkt hij onmiddellijk dat de lokale bevolking niet veel met hem op heeft, behalve Mrs. Fischer, de uitbaatster van het lokale taverne en moeder van de omgekomen drie meisjes uit de openingsscène. Hij wordt zo ongeveer het hotel uitgezet waar hij tot die vrijdag wilde verblijven, daarnaast moest hij dorpeling Jerome omkopen zodat hij niet linea recta retour naar het station wordt gebracht maar hem naar het huis te brengen waar het omdraait.
Een andere bewoner, Sam Daily (van wie de kijker later ontdekt dat ook hij zijn zoon is verloren door toedoen van “de vrouw in het zwart”) en diens echtgenote lijken Arthur wél goed gezind.
Bij zijn eerste bezoek aan het Eel Marsh House hoort Arthur geregeld vreemde geluiden waaronder het geschreeuw van een kind en meent een paar keer een vrouw gekleed in zwarte begrafeniskledij te zien. Wanneer hij echter opnieuw kijkt om zijn ervaring te bevestigen, is de verschijning verdwenen. Wanneer hij buiten opnieuw kindergeschreeuw hoort en kreten om hulp, rent hij het huis uit en gaat snel op zoek, maar verdwaalt in de plotselinge opgekomen mist. Totdat hij Jerome tegen komt en naar het politiebureau brengt. Daar aangekomen vertelt Arthur aan een agent wat hij gezien heeft, hierop loopt de agent weg. Even later komen drie kinderen binnen; twee jongetjes die een meisje tussen zich in voortzeulen. Het meisje ziet er zeer slecht uit. Wanneer Arthur haar iets wil vragen, geeft ze een grote hoeveelheid bloed op. De jongens vertellen dat zij schoonmaakmiddel heeft gedronken. Hoewel Arthur tracht zo spoedig mogelijk een dokter te bereiken, overlijdt het meisje in zijn armen. De bevolking geeft Arthur de schuld van haar dood, aangezien hij “de vrouw in het zwart” gezien heeft.
Sam Daily raadt hem met klem aan geen tweede keer naar het huis te gaan. Maar als Arthur bepleit dat hij toch het werk moet afmaken waarvoor hij hiernaartoe is gezonden en dat zijn baan op het spel staat, gaat Sam uiteindelijk akkoord en brengt Arthur opnieuw naar Eel Marsh House.
Naast de slingerende weg door het moeras staat een groot houten kruis, dicht bij het huis. Arthur heeft het al eerder gezien vanuit een van de ramen.
De volgende nacht dat Arthur in het huis verblijft, ontdekt Arthur brieven geschreven door de vorige eigenares Alice aan haar zus Jennet Humfrye. Uit de brieven blijkt dat Alice voogdij had over Jennets zoon, Nathaniel.
Nathaniel is verdronken toen de koets waar hij in zat in het moeras belandde; op deze plek is het houten kruis geplaatst, groot genoeg om ook bij vloed boven het water uit te kunnen steken. Jennet hing zichzelf op toen ze het nieuws vernam en zwoer Alice nooit te zullen vergeven. Arthur ziet bij zijn bezoek tevens schimmen van dode kinderen in het moeras, waaronder de drie meisjes. Op een gegeven moment hoort hij een aanhoudend luid en ritmisch geluid, dat wel wat lijkt op iemand die op een buis slaat. Geagiteerd door het storende geluid vindt Arthur op een gegeven moment de deur waarachter het zich moet bevinden. Het kost hem enige moeite om de vergrendelde deur open te maken. Uiteindelijk zet hij zijn schouder ertegen en breekt binnen. Onmiddellijk ziet hij wát zoveel lawaai veroorzaakt: de schommelstoel voor het raam van de kamer is op volle kracht aan het schommelen, de houten rondingen onder de schommelstoel maken op de planken vloer ritmisch een heftig geluid. De ruimte is verder gevuld met allerlei ouderwets speelgoed dat je op kunt winden. Clowntjes die kunnen trommelen, een gezelschapje apen met instrumenten, een beer die een schoen poetst. Plotseling krijgt Arthur een afschuwelijk visioen; de vrouw in het zwart komt met een strop om haar nek naar beneden vallen uit het plafond naar het lijkt, breekt aldus haar nek en hangt dan stil. Als het visioen is vervaagd, loopt Arthur naar het raam waar een handafdruk op staat. Op het moment dat hij zijn eigen hand erover heen legt, ziet hij plots een vrouwengezicht in het raam die een bloedstollende kreet slaat.
Arthur haast zich terug naar het dorp, waar het huis van Jerome in brand blijkt te staan. Zijn dochter is nog binnen. Hoewel Sam Daily hem tegen probeert te houden, stormt Arthur het brandende huis binnen en is er getuige van hoe de vrouw in het zwart het meisje aanspoort zichzelf in brand te steken. Het meisje breekt haar olielamp aan haar voeten en vat onmiddellijk volledig vlam. Opnieuw krijgt Arthur de schuld van de dood.
Wanneer hij de volgende dag naar de begraafplaats wandelt, ziet hij Elisabeth, de vrouw van Sam Daily bij een graftombe staan. Hij raakt met haar in gesprek en zij vertelt hem dat de vrouw in het zwart wel degelijk de dwalende geest van Jennet is. Bij haar woorden dat zij Alice "nooit zal vergeven" vermoordt zij decennium na decennium de kinderen van anderen. Als zij niet bij haar kind kan zijn, dan anderen ook niet bij de hunne, is haar wrede en onlogische gedachtegang.
Tijdens het vertellen raakt Elisabeth steeds meer van streek en begint met een opgeraapte steen iets op de graftombe te krassen. Inmiddels komt Sam er aan, ongerust op zoek naar zijn vrouw.
Wanneer hij haar met zachte hand wegleidt van het graf, bekijkt Arthur de tekening die zij gekrast heeft. En schrikt zich een ongeluk: de afbeelding is exact gelijk aan de tekening die zijn zoontje Joseph in zijn "weekboekje" had getekend op vrijdag; de trein waarmee Jospeh en het kindermeisje mee naar Arthur toekomen. Arthur trekt hieruit de conclusie dat zijn eigen zoontje het volgende slachtoffer zal zijn van Jennet. Hij bedenkt een plan. Volgens hem zal de geest van Jennet iedereen voortaan met rust laten wanneer hij het lichaam van haar overleden zoontje weet te vinden en bij haar in haar graf zal leggen. Na veel moeizaam gesteggel en met de hulp van Sam Daily en diens auto, weet Arthur uiteindelijk vlak bij het kruis, de resten van de koets te traceren en ook het lichaampje van Nathaniel dat goed geconserveerd is gebleven in de moerasgrond. Nadat Arthur zichzelf heeft verschoond en ook het lichaam van Nathaniel heeft schoongemaakt en in een wit laken gerold op het bed heeft gelegd van de kamer met de schommelstoel, windt hij alle mechanische muziek makende beesten op in de hoop dat de muziek Jennet zal oproepen om haar zoon te komen halen. Ook spreidt hij verjaardags- en andere mooie kaarten rond Nathaniels lichaam. Wanneer de geest van Jennet uiteindelijk met een luide kreet de kamer inkomt en vervolgens verdwijnt lijk het gelukt. Hierop besluit Arthur met behulp van Sam het graf van Jennet open te breken en het lichaam van Nathaniel bij haar in de kist te leggen.
Wanneer Arthur de dag er op wordt opgehaald door zijn ongeschonden zoontje Joseph en het kindermeisje, gaat hij ervan uit dat het plan is gelukt. Arthur besluit op het station gelijk de eerste trein terug te nemen. Met zijn zoontje aan zijn zijde neemt hij hartelijk afscheid van Sam en bedankt hem nog eens uitgebreid voor diens hulp. Het kindermeisje is vast kaartjes aan het kopen. Joseph is plots zeer geïntrigeerd door iets aan het zijkant van het spoor waardoor hij vervolgens op het spoor gaat lopen. Arthur heeft niet door dat Joseph zijn hand heeft losgelaten totdat hij zijn zoontje over de spoorweg ziet lopen, waar in de verte reeds de lichten van de naderende trein zichtbaar zijn. Zonder een seconde te aarzelen springt ook Arthur van het perron in de poging zijn zoontje voor de naderende trein weg te trekken. 
Sam en het kindermeisje zien tot hun ontzetting in de ramen van de langs denderende wagons alle gezichten van de kinderen die de laatste decennia gestorven zijn door toedoen van Jennet. Wanneer de trein voorbij is gereden, ziet de kijker Arthur op het spoor staan, dicht tegen het perron aan en ineengedoken om Joseph te beschermen. Van Sam en het kindermeisje is geen spoor meer te bekennen. Een seconde later vraagt Joseph aan zijn vader wie de vrouw is die achter hen staat. Arthur draait zich om en staat recht tegen zijn overleden vrouw. Arthur en Joseph zijn beide overleden door de aanrijding met de trein, dit door toedoen van “de vrouw in het zwart”. Arthur loopt vervolgens langzaam naar zijn vrouw toe met Joseph op de arm. Nadat hij zijn gezin gezegd heeft dat zij nooit meer zonder elkaar zullen zijn, draaien ze zich om en wandelen met z'n drieën de mist in. Ze worden nagekeken door de geest van Jennet, die eerder dus langs het spoor stond en Joseph opriep om het spoor op te klimmen.

## Rolverdeling
- Daniel Radcliffe – Arthur Kipps
- Ciarán Hinds – Sam Daily
- Janet McTeer – Elisabeth Daily
- Liz White – Jennet Humfrye, de Vrouw in het Zwart
- Roger Allam – Mr. Bentley
- Tim McMullan – Jerome
- Jessica Raine – Josephs kindermeisje
- Daniel Cerqueira – Keckwick
- Shaun Dooley – Fisher
- Mary Stockley – Mrs Fisher
- David Burke – PC Collins
- Sophie Stuckey – Stella Kipps
- Misha Handley – Joseph Kipps
- Aoife Doherty – Lucy Jerome
- Victor McGuire – Gerald Hardy
- Alexia Osborne – Victoria Hardy
- Alisa Khazanova – Alice Drablow
- Ashley Foster – Nathaniel Drablow
- Sidney Johnston – Nicholas Daily
- Molly Harmon, Emma Shorey, en Ellisa Walker-Reid – de dochters van Fisher

## Productie
The Woman in Black werd in 2009 aangekondigd. Eerst werd bekendgemaakt dat Jane Goldman het script zou schrijven. Op 19 juli 2010 werd aangekondigd dat Daniel Radcliffe de hoofdrol zou gaan vertolken. Twee maanden later maakte ook Ciarán Hinds bekend een rol in de film te hebben. Radcliffe en Hinds werkten eerder al samen in de filmserie Harry Potter. Om zich beter voor te bereiden op zijn rol, bezocht Radcliffe een paar keer een psycholoog.
Aanvankelijk was het de bedoeling dat de film in 3D zou worden opgenomen, maar dit idee werd geschrapt. Vooropnames begonnen op 26 september 2010. In oktober werden opnames gemaakt in Layer Marney Tower. Op 4 december 2010 werden de opnames afgerond. Dit werd in april 2011 bekendgemaakt door James Watkins tijdens de Kapow! Comic Con in Londen.
Om de film in Engeland een 12A-certificatie te laten krijgen, moest zes seconden aan filmmateriaal uit de film worden geknipt.

## Muziek
De soundtrack voor de film werd gecomponeerd door Marco Beltrami. Het soundtrackalbum werd op 12 maart 2012 uitgebracht door Silva Screen Records en omvat de volgende nummers:

Alle muziek is geschreven door Marco Beltrami.
| 1.                 | Tea for Three Plus One       | 1:40 |
| 2.                 | The Woman in Black           | 1:56 |
| 3.                 | Crossing the Causeway        | 2:24 |
| 4.                 | Bills Past Due               | 1:22 |
| 5.                 | Voices in the Mist           | 2:00 |
| 6.                 | Journey North                | 2:56 |
| 7.                 | Cellar Eye                   | 2:49 |
| 8.                 | First Death                  | 2:00 |
| 9.                 | The Attic Room               | 1:56 |
| 10.                | The Door Opens               | 1:46 |
| 11.                | Fireside                     | 2:30 |
| 12.                | You Could Have Saved Him     | 2:58 |
| 13.                | Crazy Writing                | 2:16 |
| 14.                | In the Graveyard             | 2:56 |
| 15.                | Elisabeth's Vision           | 3:40 |
| 16.                | Into the Fire                | 3:57 |
| 17.                | Jennet's Letters             | 2:12 |
| 18.                | Race to the Marsh            | 2:11 |
| 19.                | Rising From the Mud          | 3:13 |
| 20.                | Summoning the Woman in Black | 4:27 |
| 21.                | Reunion                      | 1:42 |
| 22.                | Arthur's Theme               | 2:46 |
| Totale duur: 55:24 |                              |      |

## Uitgave en ontvangst
Op Rotten Tomatoes gaf 65% van de recensenten de film een positieve beoordeling. Op Metacritic scoort de film 62 punten op een schaal van 100.
Veel ouders vonden de 12A-certificatie voor de film echter te laks, zeker voor jongere Harry Potterfans die vooral vanwege Daniel Radcliffe naar de film gingen. In totaal was in het Verenigd Koninkrijk The Woman in Black de film waar in 2012 de meeste klachten over binnenkwamen.
In het openinsweekend bracht The Woman in Black 20 miljoen dollar op; in het Verenigd Koninkrijk de hoogste opening ooit voor een Hammerfilm. In totaal bracht de film wereldwijd $127.730.736 op. The Woman in Black was de financieel meest succesvolle Britse horrorfilm in 20 jaar tijd.

## Vervolg
In april 2012 maakte Hammer Films bekend bezig te zijn met een vervolg op The Woman in Black getiteld The Woman in Black: Angel of Death. De plot speelt zich af tijdens de Tweede Wereldoorlog, waarin het landhuis van de vrouw door de overheid wordt gebruikt als ziekenhuis voor soldaten. Susan Hill schreef het verhaal en de film werd uitgebracht op 1 januari 2015.